# メデキン〜目のつけどころで一攫千金〜
『メデキン〜目のつけどころで一攫千金〜』（メデキン めのつけどころでいっかくせんきん）は、2016年6月19日に東海テレビ制作・フジテレビ系列で放送された特別番組。MCは関ジャニ∞の横山裕と小籔千豊。

## 概要
本番組は、アイデアひとつで一攫千金に成功した人や仕事を「メデキン」と呼び、その年商や儲けのカラクリ、「なぜそこに目を付けたのか」といった情報を調査する番組。
2016年6月19日（日曜日）16:05 - 17:20（JST。関東地区は『日曜スペシャル』）に第1回が放送された。

## 出演者
- 横山裕（関ジャニ∞） - MC
- 小籔千豊 - MC

## 放送内容
- 2016年6月19日
  - スタジオゲスト：森永卓郎、井森美幸、小芝風花
  - レポーター：トレンディエンジェル、IKKO、ダンディ坂野、前園真聖

## スタッフ
- ナレーション：三石琴乃、荒井聡太
- 構成：渡邊仁、桝野幸宏、野口勉
- リサーチ：犬山智香子、鈴木一史、田中亮治、JFK、フルタイム
- TD：中原健裕
- SW：加藤渉
- CAM：瓜生宗資、泉亜紀子、木藤和久、中村将直
- AUD：加藤久
- 照明：藤沼宏彰
- VTR：坂田昌也
- CG：石田良平
- ロケCAM：松本学、松田博之、長野浩二、鈴木恭平、青木一弘
- ロケAUD：景川敬三、蓮池昭幸、北埜麻美、中谷純一郎、一丸雅彦、藤原裕司
- EED：仁部貴史、吉原裕樹、小野悟嗣、宇田周人
- MA：右見嘉英
- SE：片岡幸司
- 美術制作：内藤佳奈子
- デザイン：飯塚洋行
- 大道具：内海靖之
- 操作：田中裕士
- タイトルCG：三好和也
- イラスト：小川拝
- メイク：山﨑洋子、伊東久水、小坂沙織、中畑薫、霜野由佳
- スタイリスト：和田ユキヨ（横山裕担当）、平野真智子、青柳裕美
- 技術協力：エクサインターナショナル、日放、遊写、一光、Nextry、テレプロ、インテック、イングス、SOUND-K、ちゅるんカンパニー
- 美術協力：フジアール
- 協力：ゼットンゼット、ロボッツ、ワイズトラスト、コスモ・スペース、北六甲カントリー倶楽部
- 宣伝：赤坂佳晃（東海テレビ）
- デスク：清水雅子（東海テレビ）
- 編成：安藤英裕（東海テレビ）
- 東京編成：古田直樹（東海テレビ）
- AD：杉岡亮・嶋津省吾（共にメディアプルポ）、堀名陣平
- ディレクター：加藤俊介・堀江拓真（共にメディアプルポ）、中西常之（ゼットンゼット）、秀島光樹（ロボッツ）
- 総合演出：高山浩児（メディアプルポ）
- プロデューサー：渡辺克彦（東海テレビ）、西原久進（メディアプルポ）
- 制作協力：メディアプルポ
- 制作著作：東海テレビ